# Znanost u 1982.
◄◄ | ◄ | 1979. | 1980. | 1981. | 1982.  | 1983. | 1984. | 1985. | ► | ►►
Arhitektura • Astronautika • Astronomija • Biologija • Film • Fotografija • Glazba • Kazalište • Kemija • Kiparstvo • Knjige • Književnost • Kršćanstvo • Meteorologija • Medicina • Planinarstvo • Politika • Pravo • Promet • Slikarstvo • Strip • Šport • Televizija • Znanost • Zrakoplovstvo • Željeznički promet
Znanost u 1982.

## Svijet

### Smrti
- 18. siječnja − Huang Xianfan, kineski je etnolog, pedagog, antropolog i povjesničar, otac povijesne znanosti naroda Žuane (žuangolog) (* 1899.)

## Vanjske poveznice
|  | Zajednički poslužitelj ima još gradiva o temi Znanost u 1982. |